# Wilhelm Leichtfuß
Wilhelm Heinrich Christian Leichtfuß (* 10. September 1850 in Idstein; † 5. Juni 1929 ebenda) war ein deutscher Bürgermeister und Mitglied des Provinziallandtages der Provinz Hessen-Nassau.

## Leben
Wilhelm Leichtfuß wurde als Sohn des Schuhmachers Georg Wilhelm Leichtfuß (1825–1853) und dessen Ehefrau Katharine Elisabethe Jeckel (1825–1903) geboren.
Nach dem Besuch der Elementarschule in Idstein fand er eine Anstellung als Schreiber in der Landesoberschultheißerei in Idstein und wechselte 1867 als Kanzlei- und Bürgehilfe zum Amtsgericht Idstein.
Bevor er 1888 zum Bürgermeister von Idstein gewählt wurde, war er dort von Dezember 1879 an als Stadtrechner eingesetzt. In seine  Amtszeit, die 1919 zu Ende ging, fielen u. a. der Neubau der Baugewerkschule Idstein (1893), die Modernisierung der Strom- und Wasserversorgung (ab 1898) sowie die Eröffnung des Krankenhauses (1895). Mitte der 1890er Jahre erhielt er einen Sitz im Kreistag des Untertaunuskreises, den er bis 1919 wahrnahm.
In den Jahren von 1909 bis 1918 hatte er ein Mandat für den Nassauischen Kommunallandtag des preußischen Regierungsbezirks Wiesbaden bzw. für den Provinziallandtag der preußischen Provinz Hessen-Nassau.
Von 1909 bis 1910 vertrat er den Abgeordneten Lebrecht von Köller und war von 1914 bis 1918 stellvertretendes Mitglied des Provinzialausschusses.

## Öffentliche Ämter
- Kirchenvorsteher und Synodaler der evangelischen Kirchengemeinde Idstein.